# Găvănel
Găvănel – wieś w Rumunii, w okręgu Prahova, w gminie Dumbrăvești. W 2011 roku liczyła 148 mieszkańców.